# Unitary authority

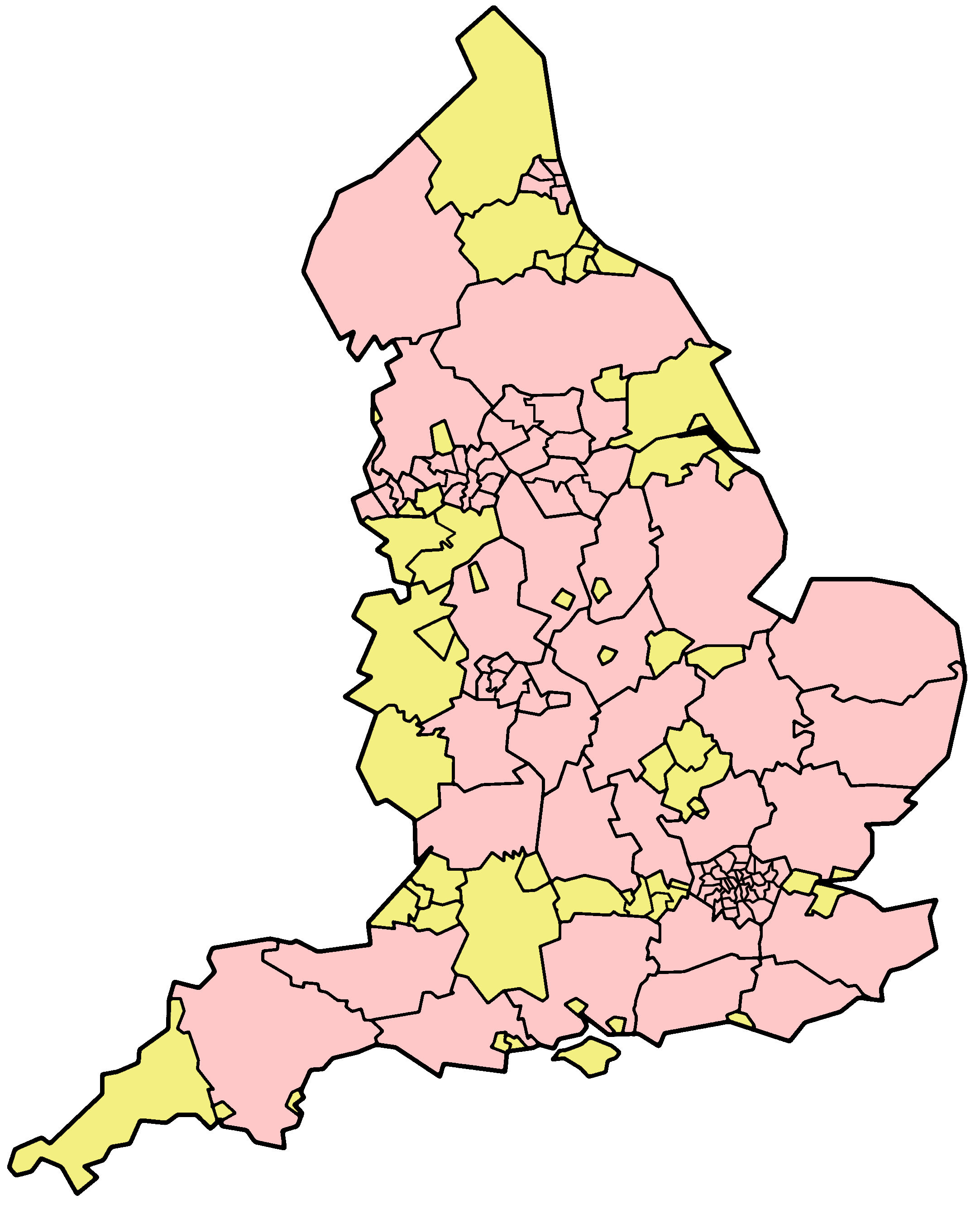
De unitary authorities in Engeland (in geel aangegeven)

Een unitary authority (u.a.) is een type lokale overheid, verantwoordelijk voor alle lokale overheidsfuncties binnen het gebied. Zij stuurt lagere overheden aan en draagt verantwoordelijkheid voor wat deze lagere overheden doen. In het algemeen beslaan unitary authorities grote plaatsen of steden die groot genoeg zijn om onafhankelijk van een county of regionale bestuurlijke eenheid te kunnen functioneren.
In een unitary authority is de functie van twee bestuurslagen in één bestuur verenigd, bijvoorbeeld die van het graafschap (county) en het district in Engeland (een traditioneel graafschap is verdeeld in districten). Unitary authority's komen voor in het Verenigd Koninkrijk en in Nieuw-Zeeland.

## Verenigd Koninkrijk
Een unitairy authority kan op twee manieren ontstaan zijn:
Vanuit een stadsdistrictEen stadsdistrict van een graafschap is omgevormd tot u.a. Het blijft behoren tot het graafschap, maar wordt bestuurlijk gezien autonoom. Het stadsbestuur is dus bevoegd beslissingen te nemen los van de  county-council (bestuur van het graafschap). Maar bijvoorbeeld op het gebied van politie blijft de u.a. ondergeschikt aan het graafschap. Ook blijft een u.a. onder gezag staan van de Lord Lieutenant (het Britse equivalent van de commissaris van de Koning(in) of gouverneur) van het graafschap waartoe zij behoren. In de jaren 90 zijn veel steden (districten) omgevormd tot unitary authority's. Als alle districten werden omgevormd tot een u.a., werd de county-council opgeheven. Deze unitary authority's zijn in de plaats gekomen voor de in de jaren 70 afgeschafte county boroughs.
Vanuit een graafschapSommige graafschappen met weinig inwoners, zoals Rutland, Herefordshire en Isle of Wight zijn als geheel omgevormd tot een unitary authority. In dit geval werden de districten opgeheven, een u.a. kent namelijk niet de onderverdeling in districten, maar is direct in gemeenten opgedeeld. In dit geval is de unitary authority dus tegelijkertijd een graafschap, met een eigen Lord Lieutenant.

## Alfabetische lijst
Er zijn 56 unitaire autoriteiten (unitary authority). Op 01.04.2020 komt daar nog bij: Buckinghamshire (unitary authority). Op 01.04.2021 komt daar nog bij: North Northamptonshire, en: West Northamptonshire.
| ONS-code  | Unitary Authority                   | Ceremonial county         | Region of England        |
| --------- | ----------------------------------- | ------------------------- | ------------------------ |
| E06000022 | Bath and North East Somerset        | Somerset                  | South West               |
| E06000055 | Bedford                             | Bedfordshire              | East of England          |
| E06000008 | Blackburn with Darwen               | Lancashire                | North West               |
| E06000009 | Blackpool                           | Lancashire                | North West               |
| E06000058 | Bournemouth, Christchurch and Poole | Dorset                    | South West               |
| E06000036 | Bracknell Forest                    | Berkshire                 | South East               |
| E06000043 | Brighton and Hove                   | East Sussex               | South East               |
| E06000023 | Bristol, City of                    | Bristol                   | South West               |
| E06000056 | Central Bedfordshire                | Bedfordshire              | East of England          |
| E06000049 | Cheshire East                       | Cheshire                  | North West               |
| E06000050 | Cheshire West and Chester           | Cheshire                  | North West               |
| E06000052 | Cornwall                            | Cornwall                  | South West               |
| E06000047 | County Durham                       | Durham                    | North East               |
| E06000005 | Darlington                          | Durham                    | North East               |
| E06000015 | Derby                               | Derbyshire                | East Midlands            |
| E06000059 | Dorset                              | Dorset                    | South West               |
| E06000011 | East Riding of Yorkshire            | East Riding of Yorkshire  | Yorkshire and The Humber |
| E06000006 | Halton                              | Cheshire                  | North West               |
| E06000001 | Hartlepool                          | Durham                    | North East               |
| E06000019 | Herefordshire, County of            | Herefordshire             | West Midlands            |
| E06000046 | Isle of Wight                       | Isle of Wight             | South East               |
| E06000053 | Isles of Scilly                     | Cornwall                  | South West               |
| E06000010 | Kingston upon Hull, City of         | East Riding of Yorkshire  | Yorkshire and The Humber |
| E06000016 | Leicester                           | Leicestershire            | East Midlands            |
| E06000032 | Luton                               | Bedfordshire              | East of England          |
| E06000035 | Medway                              | Kent                      | South East               |
| E06000002 | Middlesbrough                       | North Yorkshire           | North East               |
| E06000042 | Milton Keynes                       | Buckinghamshire           | South East               |
| E06000012 | North East Lincolnshire             | Lincolnshire              | Yorkshire and The Humber |
| E06000013 | North Lincolnshire                  | Lincolnshire              | Yorkshire and The Humber |
| E06000024 | North Somerset                      | Somerset                  | South West               |
| E06000057 | Northumberland                      | Northumberland            | North East               |
| E06000018 | Nottingham                          | Nottinghamshire           | East Midlands            |
| E06000031 | Peterborough                        | Cambridgeshire            | East of England          |
| E06000026 | Plymouth                            | Devon                     | South West               |
| E06000044 | Portsmouth                          | Hampshire                 | South East               |
| E06000038 | Reading                             | Berkshire                 | South East               |
| E06000003 | Redcar and Cleveland                | North Yorkshire           | North East               |
| E06000017 | Rutland                             | Rutland                   | East Midlands            |
| E06000051 | Shropshire                          | Shropshire                | West Midlands            |
| E06000039 | Slough                              | Berkshire                 | South East               |
| E06000025 | South Gloucestershire               | Gloucestershire           | South West               |
| E06000045 | Southampton                         | Hampshire                 | South East               |
| E06000033 | Southend-on-Sea                     | Essex                     | East of England          |
| E06000004 | Stockton-on-Tees                    | ex Durham+North Yorkshire | North East               |
| E06000021 | Stoke-on-Trent                      | Staffordshire             | West Midlands            |
| E06000030 | Swindon                             | Wiltshire                 | South West               |
| E06000020 | Telford and Wrekin                  | Shropshire                | West Midlands            |
| E06000034 | Thurrock                            | Essex                     | East of England          |
| E06000027 | Torbay                              | Devon                     | South West               |
| E06000007 | Warrington                          | Cheshire                  | North West               |
| E06000037 | West Berkshire                      | Berkshire                 | South East               |
| E06000054 | Wiltshire                           | Wiltshire                 | South West               |
| E06000040 | Windsor and Maidenhead              | Berkshire                 | South East               |
| E06000041 | Wokingham                           | Berkshire                 | South East               |
| E06000014 | York                                | North Yorkshire           | Yorkshire and The Humber |